# Neogastromyzon kottelati
Neogastromyzon kottelati es una especie de peces de la familia Balitoridae en el orden de los Cypriniformes.

## Morfología
• Los machos pueden llegar alcanzar los 3,5 cm de longitud total.

## Distribución geográfica
Se encuentran en Asia:  cuenca del río Kapuas en Indonesia.

## Hábitat
Es un pez de agua dulce y de clima tropical.